# Gonomyia perssoni
Gonomyia perssoni är en tvåvingeart som beskrevs av Alexander 1978. Gonomyia perssoni ingår i släktet Gonomyia och familjen småharkrankar. Inga underarter finns listade i Catalogue of Life.